# 大阪市電西野田福島線
大阪市電西野田福島線（おおさかしでんにしのだふくしません）は、福島西通駅 - 玉川町四丁目駅を結んでいた大阪市電第三期線の路線。

## 路線概要
- 起点：福島西通駅
- 終点：玉川町四丁目駅
- 軌間：1435mm
- 架線電圧：直流600V

## 沿革
- 1916年（大正5年）12月27日：大阪市電の第三期線として、福島中五丁目駅 - 玉川町四丁目駅間が開業。
- 1923年（大正12年） - 1924年（大正13年）：福島中五丁目駅を福島西通駅に改称。
- 1944年（昭和19年）6月1日：戦災のため、亀甲町駅を廃止。
- 1950年（昭和25年）5月15日：亀甲町駅が復活。
- 1954年（昭和29年）9月5日：亀甲町駅を玉川町四丁目駅寄りに100m移設。
- 1969年（昭和44年）2月1日：福島西通駅 - 玉川町四丁目駅間を廃止。

## 駅一覧
| 駅名           | キロ程 | 接続路線                           |
| -------------- | ------ | ---------------------------------- |
| 福島西通駅     | 0.0    | 大阪市電：福島曽根崎線、堂島大橋線 |
| 亀甲町駅       | 0.5    |                                    |
| 玉川町四丁目駅 | 0.9    | 大阪市電：西野田線、野田線         |

- 1959年（昭和34年）7月当時